# Вера-Крус (Риу-Гранди-ду-Норти)
Вера-Крус (порт. Vera Cruz)  —  муниципалитет в Бразилии, входит в штат Риу-Гранди-ду-Норти. Составная часть мезорегиона Сельскохозяйственный район штата Риу-Гранди-ду-Норти. Входит в экономико-статистический  микрорегион Агрести-Потигуар. Население составляет 8930 человек на 2006 год. Занимает площадь 92,117 км². Плотность населения — 96,9 чел./км².

## Статистика
- Валовой внутренний продукт на 2003 год составляет 20 011 085,00 реалов (данные: Бразильский институт географии и статистики).
- Валовой внутренний продукт на душу населения на 2003 год составляет 2288,81 реалов (данные: Бразильский институт географии и статистики).
- Индекс развития человеческого потенциала на 2000 год составляет 0,607 (данные: Программа развития ООН).